# 董韜
董韜（1425年—？），字廷顯，浙江台州府臨海縣人，明朝政治人物。同進士出身。

## 生平
景泰四年（1453年）癸酉科浙江鄉試第十五名。成化二年（1466年）丙戌科會試第十四名，殿試登進士第三甲第六十一名。

## 家族
曾祖董松坡，贈秋官正。祖父董廉威，曾任陰陽正術。父董尚彩。